# Henry Cowell
Henry Dixon Cowell (11 de marzo de 1897 - 10 de diciembre de 1965) fue un compositor, teórico musical, pianista, profesor, publicador y empresario estadounidense. Su contribución al mundo de la música fue resumida por Virgil Thomson, que escribió a inicios de los años 1950:

## Biografía
Estudió en el American Institute of Applied Music de Nueva York y en la Universidad de California. Durante su carrera, actuó como concertista de piano por Europa y Estados Unidos. Realizó importantes estudios sobre la música oriental en Nueva York (1927), en Berlín (1931-32, con Hornbostel, gracias a una subvención de la fundación Guggenheim), y en Asia (1956-57), al conseguir una beca Rockefeller. También dio varias conferencias en lugares como La Sorbona, el Conservatorio de Moscú y la Bauhaus de Dessau. 
El nombre de Cowell va necesariamente unido a la historia de la música, entre otras cosas por ser el mentor de John Cage. Su predecesor europeo, también residente en América, fue Edgar Varèse, compositor que trabajó y pulió aspectos de la música tales como el serialismo dodecafónico y los recursos tímbrico-rítmicos de los instrumentos de percusión, así como de los ruidos. De la dialéctica entre el elemento racionalista y la ultranza, nace la escuela americana modernista, la cual toma esta última directriz. Como se da a entender, este irracionalismo existe solo en el punto de partida, es decir, que es aparente.
No en vano, Cowell, al igual que Cage, se interesó por la música del Extremo Oriente, siendo esta la primera vez que se produce un fenómeno tal en la historia de la música occidental, no por simple erudición ni por afán de ser pintoresco, tópico y trivial (algo que. por otra parte, era común durante los siglos XIX y XX) sino por verdadera necesidad de renovación. Cowell introdujo técnicas como golpear el teclado con el puño, el antebrazo y el codo, dando lugar a diversas formas de ataque y a nuevos efectos tímbricos al maniobrar directamente sobre las cuerdas del piano. Bien sea por la necesidad de justificación de toda experiencia o por la imposibilidad de vislumbrar una unidad de intención subyacente a través del proceso evolutivo de la armonía clásica, estos pioneros de la nueva música creían en la más ancha elasticidad de la sensibilidad musical.
De esta forma es como se explican los grupos sonoros de disonancias compactas (o el piano tratado como instrumento de percusión) que Cowell y todos los que pertenecen a su escuela utilizan. Este intento de borrar las fronteras que delimitan los campos de la armonía y la percusión, reduciendo el discurso musical a puro efecto tímbrico, no fue fácilmente aceptado por parte del público ni de los críticos. Uno de ellos, Claude Samuel, dice, respecto de Cowell: "Sus trucos pianísticos no pueden disimular la pobreza de su pensamiento musical".
Otra de sus invenciones, que heredaron John Cage y sus seguidores, es la creación de la escritura libre o por aproximación de valores, donde los instrumentistas deben interpretar a su gusto. Con ello quedan suprimidas las barras del compás y el director se limita a marcar el principio y fin de la pieza.
Esta fue la reacción al, prácticamente, régimen de exactitud y racionalismo serial en la música, algo totalmente en contra del pensamiento de Cowell puesto que, para él, resultaba antinatural que el ser humano tuviese que reproducir con absoluta fidelidad unos ritmos tan complejos e imposibles de percibir auditivamente.
Cowell, junto al músico e inventor ruso Léon Theremin, fabricó el rhytmicon, instrumento mecánico destinado a la producción de ritmos. 

La música de Henry Cowell cubre un amplio rango tanto en expresión como técnica que el de otro compositor cualesquiera. Sus experimentos comenzaron tres décadas atrás en ritmo, en armonía, y en sonoridades instrumentales fueron considerados por muchos como desquiciadas. Hoy son la Biblia de los jóvenes y aún, para los conservadores, "avanzadas"... Ningún compositor de nuestra época ha producido un cuerpo de obras tan radicales y tan normales, tan penetrantes y tan comprensibles. Agréguese a esta masiva producción su larga e influyente carrera como pedagogo, y los logros de Henry Cowell se harán todavía más impresionantes. No hay otra persona como él. El ser tanto fecundo como adecuado es dado a pocos.